# Molina Aterno
Molina Aterno è un comune italiano di 335 abitanti della provincia dell'Aquila in Abruzzo. Fa parte della Comunità montana Sirentina.

## Origini del nome
Il nome deriva dal tardo latino molina, con il significato di molino in quanto la zona ne è particolarmente provvista. La seconda parte del nome è stata aggiunta nel 30 giugno 1889 e si riferisce al passaggio del fiume Aterno.

## Storia
La città ha origini Italiche dei Peligni e Vestini.
Prima della conquista romana del I secolo a.C., la città aveva un centro autonomo e zone sepolcrali di necropoli. Divenne pagus con il potere romano.
Nell'epoca medievale è attestata nel Chronicon Vulturnense nel 787. Dipendeva dal Monastero di San Vincenzo al Volturno, nonché aveva contatti con L'Aquila e Sulmona. Nell'XI secolo il castello di Molina compare in un documento di donazione redatto a Valva in punto di morte da tal Ugo del fu Giliberto a favore della Diocesi di Valva, in cui dona ad essa il monastero di San Benedetto in Perillis con tutti i suoi beni, alcuni siti appunto nel territorio di questo castello.
Dopo il terremoto del 1703 la città perse il castello fortificato, che fu usato per l'allargamento urbano. Infatti la città ha la tipica forma di borgo arroccato su una sommità. Nel 1892 il filologo Antonio De Nino trovò nelle località Mandra Murata e Colle Castellano importanti resti romani di città fortificate e necropoli repubblicane.

### Simboli
Lo stemma e il gonfalone del comune di Molina Aterno sono stati concessi con decreto del presidente della Repubblica del 18 luglio 1984.
Il gonfalone è un drappo partito di giallo e di rosso.

## Monumenti e luoghi d'interesse

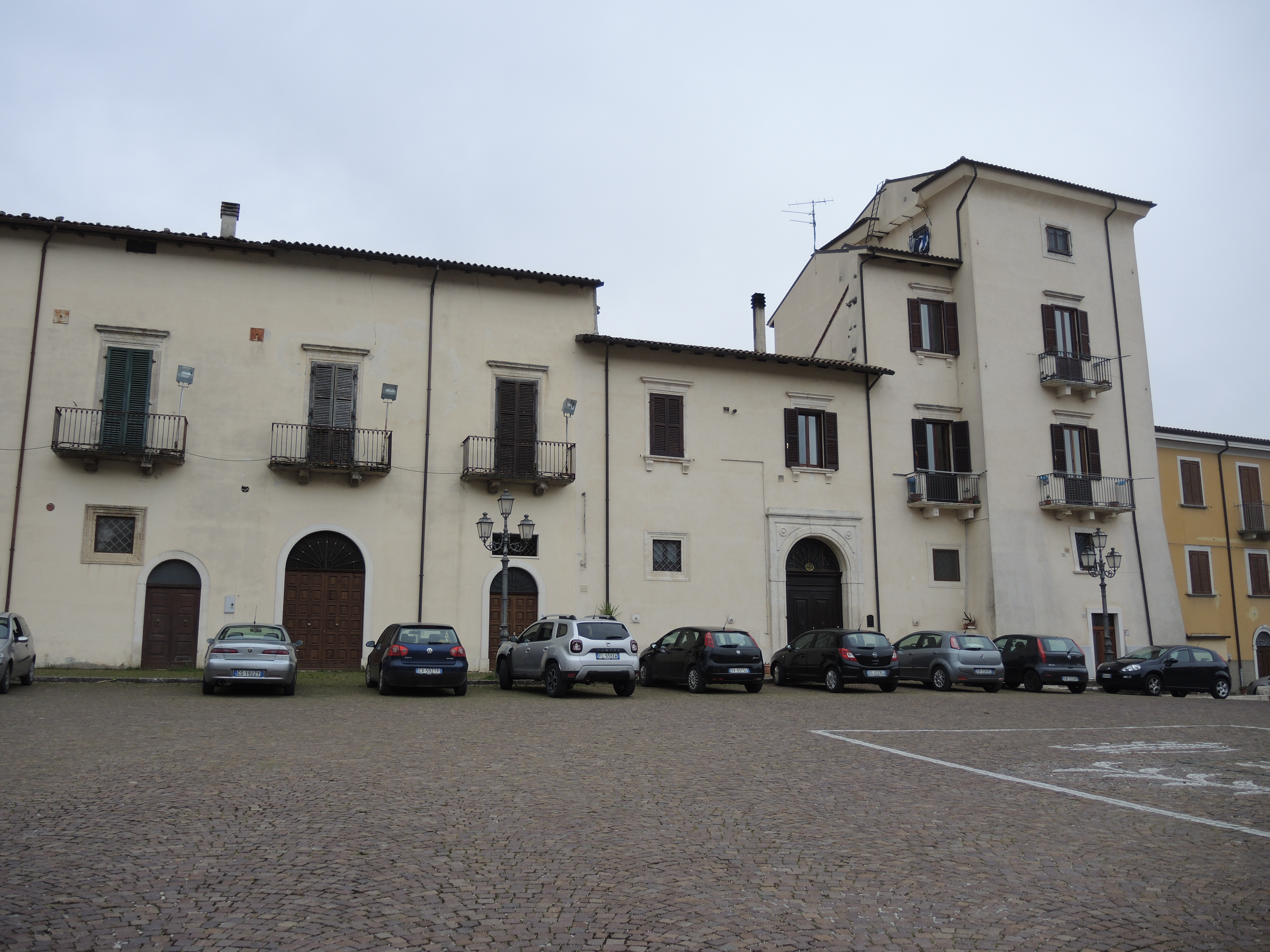
Palazzo Piccolomini

Nel paese si trovano la chiesa di S. Maria del Colle, risalente al XII secolo e collocata nella parte più alta del paese, la chiesa di San Nicola con il suo campanile del 1631 e, soprattutto, il palazzo baronale che sovrasta la grande piazza centrale.
- Chiesa di San Nicola di Bari: è la parrocchia del paese, edificata nel XIII secolo, ma ricostruita dopo il 1703. La chiesa ha un impianto rettangolare con facciata a coronamento orizzontale, in stile tardo rinascimentale, che conserva la lunetta del portale in stile romanico, sormontata da una finestra centrale. Il campanile seicentesco ha pianta rettangolare e termina e vela, con due finestre. L'interno è a navata unica con soffitto a capriate lignee, frutto di un recente restauro; presso il presbiterio ci sono due cappella laterali, l'altare è ornato da una ricca cornice barocca con tre nicchie per le statue. Lungo le pareti laterali ci sono altre nicchie con statue e un prezioso altare in legno di noce, con la statua di San Nicola.

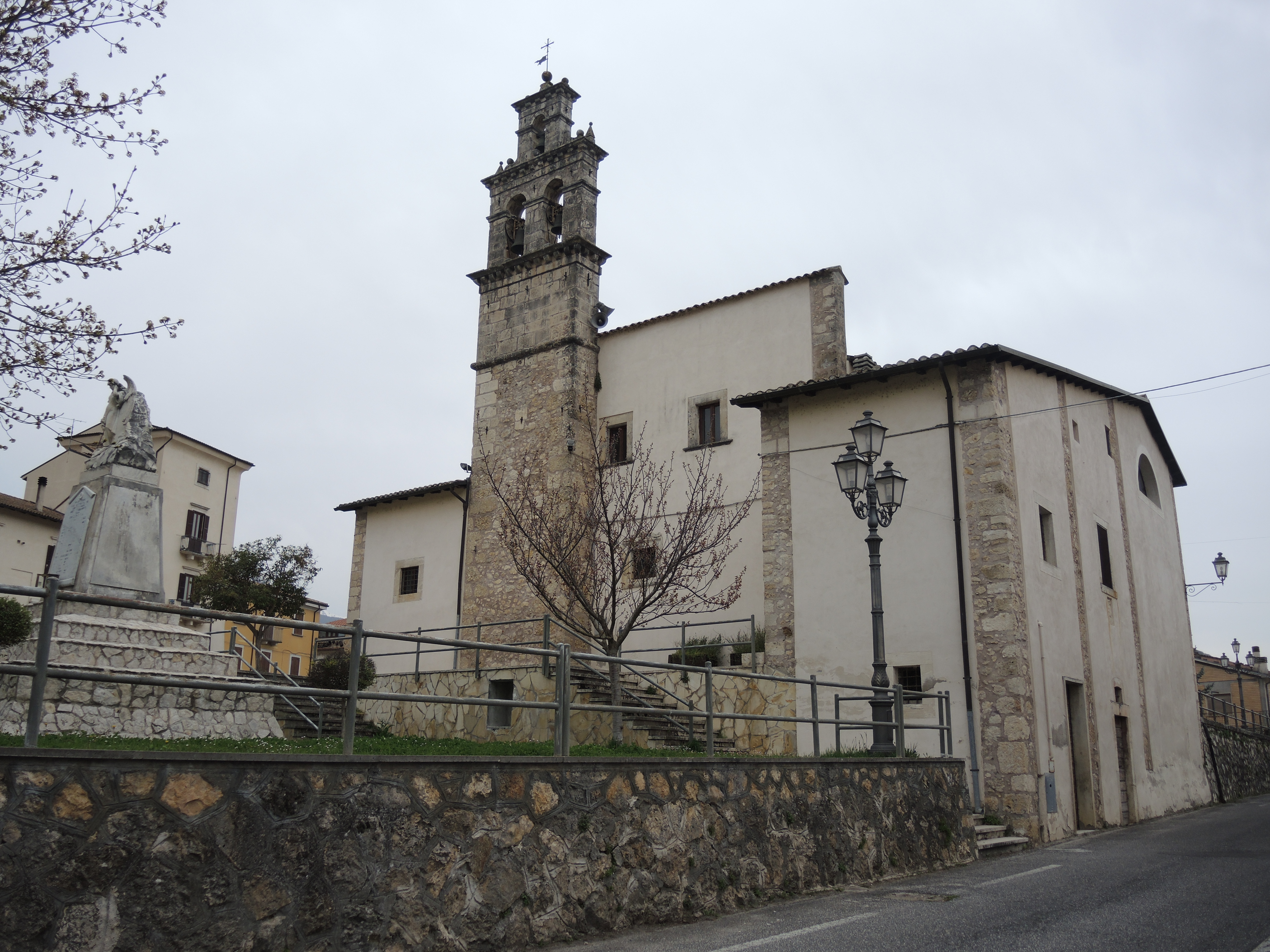
Chiesa di San Nicola

- Chiesa della Madonna del Colle: si trova sopra un'altura che sovrasta il borgo. Risale al XVI secolo, come testimonia un'iscrizione del 1517, incisa sul portale. La facciata è stata più volte rimaneggiata nel corso degli anni, e dell'edificio rinascimentale si conservano i due portali: su entrambi è scolpito il simbolo della predicazione di san Bernardino da Siena, ossia il monogramma di Gesù. All'interno la chiesa ha una navata sola, con ampie cappella laterali, cupola centrale, decorate in stile barocco. L'altare è del Seicento, in legno, con colonne tortili, e lo stemma dei baroni Pietropaoli.
- Palazzo Piccolomini: si trova in piazza San Nicola, antico castello di Molina, restaurato nel XV secolo dai Piccolomini che trasformarono il fortino in residenza gentilizia. Ha un cortile porticato, ballatoio rinascimentale, e portale a bugne in cuscino. Un altro ampliamento del Seicento richiesto dai baroni Pietropaoli risulta nell'aggiunta di strutture abitative intorno al cortile. Sul portale d'ingresso è visibile lo stemma Pietropaoli, e un rivestimento esterno in bugnato cordonato ed ambienti con coperture a volta interni.

## Società

### Evoluzione demografica
Abitanti censiti

## Infrastrutture e trasporti

### Strade
Il paese è attraversato dalla strada regionale 261 Subequana, che lo collega a L'Aquila; poco fuori dall'abitato di Molina la SR261 confluisce nella strada statale 5 Via Tiburtina Valeria, che collega il paese ad Avezzano, Sulmona e Pescara.
È raggiunto inoltre da una diramazione della strada provinciale n. 11 "Sirentina".

### Ferrovie
Il paese è lambito dalla ferrovia Sulmona-L'Aquila, linea secondaria a binario unico e trazione diesel, che lo serve con la stazione di Molina-Castelvecchio Subequo, posta a circa 800 metri dalla piazza principale.

## Amministrazione
| Periodo        | Periodo        | Primo cittadino  | Partito                          | Carica  | Note              |
| -------------- | -------------- | ---------------- | -------------------------------- | ------- | ----------------- |
| 23 aprile 1995 | 13 giugno 1999 | Leo Baldassarre  | Lista civica di sinistra         | Sindaco | [ 11 ]            |
| 14 giugno 1999 | 29 marzo 2010  | Luigi Fasciani   | Lista civica                     | Sindaco | [ 12 ] [ 13 ]     |
| 30 marzo 2010  | 31 maggio 2015 | Roberto Fasciani | Lista civica Progresso e libertà | Sindaco | [ 14 ]            |
| 1º giugno 2015 | in carica      | Luigi Fasciani   | Lista civica Progresso e libertà | Sindaco | [ 1 ] [ 2 ] [ 3 ] |